# Аркагала
Аркагала — заброшенный посёлок в Сусуманском районе Магаданской области на реке Аркагала (приток р. Мяунджа), его притоках — ручьях Смирный, Знатный, Великие Герои.
Население — 0 чел. (2021).

## География
Расположен у Колымской автотрассы, в 27 км на от Мяунджи, в 74 км районного центра административного центра. До областного центра Магадан — 443 км. Расстояние до аэропорта Магадан — 417 км.

## История
В 1946 году сдана в эксплуатацию технологическая узкоколейная ЖД от Кадыкчанской угольной шахты до Аркагалинской электростанции. Её протяжённость — 4,5 км.
Разделялась на 2 посёлка: Аркагала-Угольная и Аркагала-Транспортная. Расстояние между поселками около 1 км. Социальная инфраструктура (школа, детский сад «Солнышко») находились на Транспортной.
Автобаза Аркагалы Транспортной обслуживала угольный разрез Тал-Юрях, который работает по сей день.
Во времена ГУЛАГа в Аркагале находился крупный кирпичный завод.
Был заброшен после 1992 года. Жителей переселяли в Кадыкчан и Мяунджу.

## Население
| 1991 | 1992  | 1993 | 1994 | 1995 | 1996 | 1997 |
| ---- | ----- | ---- | ---- | ---- | ---- | ---- |
| 1421 | ↘1023 | ↘864 | ↘700 | ↘324 | ↘262 | ↘234 |
| 1998 | 1999  | 2000 | 2001 | 2002 | 2004 | 2005 |
| ↗246 | ↘207  | ↘171 | ↘107 | ↗119 | ↘52  | ↘40  |
| 2006 | 2007  | 2008 | 2009 | 2010 | 2019 | 2020 |
| ↗41  | ↘4    | ↘0   | →0   | →0   | →0   | →0   |
| 2021 |       |      |      |      |      |      |
| →0   |       |      |      |      |      |      |

## Достопримечательности
Памятник погибшим лётчикам, работавшим на воздушной трассе «Аляска — Сибирь» во время Великой Отечественной войны
Похоронены в поселке Аркагала, как сообщает сайт Магаданской областной Думы, капитан Ковылин Иван Алексеевич — заместитель командира авиаэскадрильи 3-го ПАП, сержант Борискин Николай Дмитриевич — воздушный стрелок-радист.